# Сырецко-Садовая улица
Сырецко-Садовая улица (укр. вулиця Сирецько-Садова) — улица в Подольском районе города Киева, жилмассив Цветоводство. Пролегает от улицы Ивана Выговского до Берковецкого кладбища.

## История
Улица возникла в середине XX века как продолжение Сырецкой улицы. Название — от дачной местности, через которую проходит улица.
К улице не приписан ни один дом. Левую, нечетную сторону улицы занимают садово-дачные участки, правую — гаражные кооперативы, относящиеся к улице Ивана Выговского.